# Хачатурян, Ваагн Гарникович
Ваа́гн (Ваха́гн) Гарни́кович Хачатуря́н (арм. Վահագն Գառնիկի Խաչատուրյան; род. 22 апреля 1959[…], Сисиан) — армянский государственный и политический деятель. Президент Республики Армения с 13 марта 2022 года.

## Биография
Ваагн Хачатурян родился 22 апреля 1959 года в Сисиане, Армянская ССР. В 1976 году окончил Ереванскую среднюю школу № 118 с золотой медалью. В 1976—1980 годах учился в Ереванском институте народного хозяйства (ныне Армянский государственный экономический университет), получил квалификацию экономиста. В 1980—1982 годах проходил срочную службу в Советской армии ВС СССР.

### Карьера
С 1982 по 1990 год работал экономистом, заведующим лабораторией экономических исследований на предприятии «Разданмаш». С 1990 по 1992 год — начальник отдела, заместитель генерального директора завода «Марс». С 1990 по 1995 год был депутатом городского совета Еревана, затем с 1992 по 1996 год занимал должность мэра Еревана. С 1996 по 1999 год был депутатом Национального собрания Армении, членом постоянной комиссии по финансово-кредитным, бюджетным и экономическим вопросам и членом фракции «Республика». С 1996 по 1998 год был советником президента Армении Левона Тер-Петросяна.

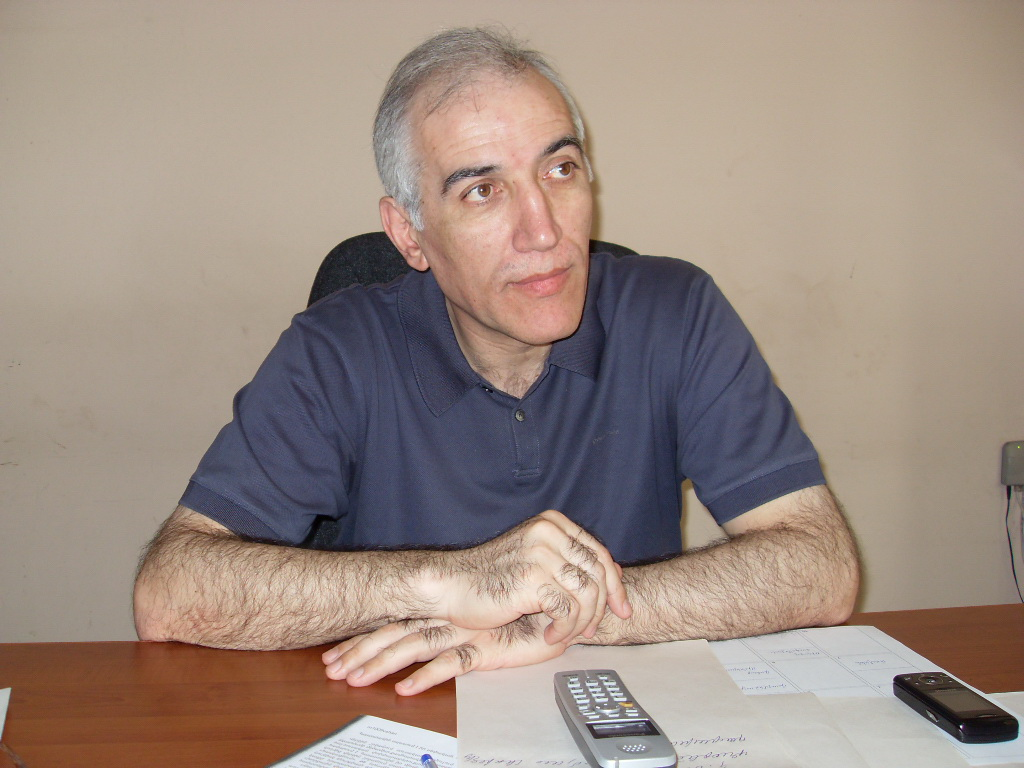
Ваагн Хачатурян в 2008 году

В 2000 году стал членом-учредителем Центра развития демократии и гражданского общества «Корень». В 2002 году — вице-президент Центра политических наук, права и экономических исследований. На парламентских выборах в Армении 2007 года являлся представителем блока «Импичмент». В 2006 году стал членом-учредителем общественно-политической партии «Альтернатива». До февраля 2022 года был членом Армянского национального конгресса.
В 2002 году — вице-президент Центра политологии, права и экономических исследований. В 2006 году стал одним из основателей и членов общественно-политической инициативы «Альтернатива».
В период с 2019 по 2021 год Ваагн Хачатурян был членом правления «Армэконбанка». 4 августа 2021 года был назначен министром высокотехнологической промышленности Армении.

### Президент Армении

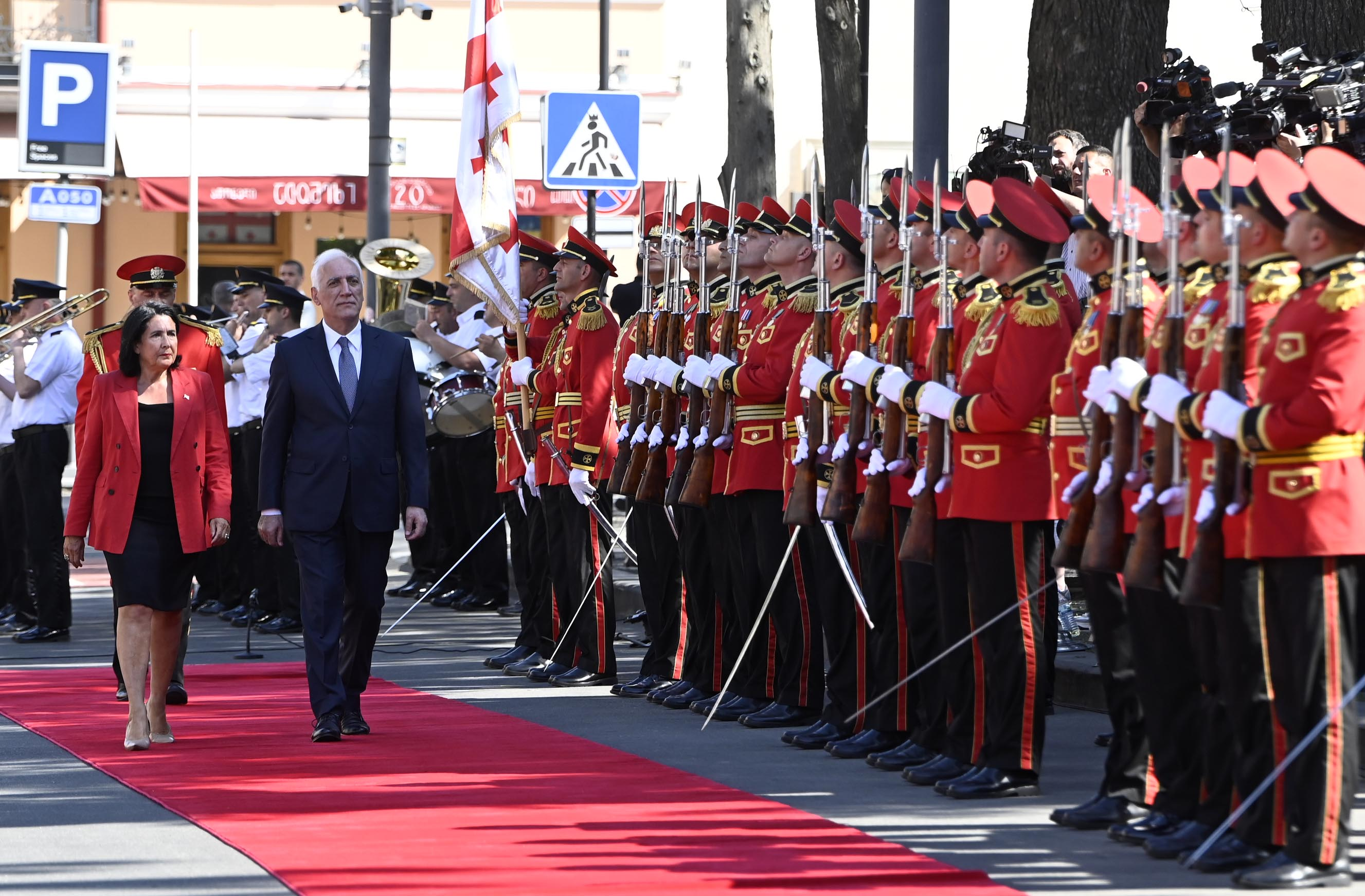
Встреча Ваагна Хачатуряна с президентом Грузии Саломе Зурабишвили. Тбилиси, 30 мая 2022 года

После отставки 23 января 2022 года президента Армении Армена Саркисяна правящая партия Армении «Гражданский договор» 30 января объявила, что выдвинет кандидатуру Ваагна Хачатуряна на должность президента Армении.
3 марта он был избран президентом Армении на внеочередных президентских выборах во втором туре голосования, в первом туре ему не хватило 10 голосов. За него как за единственного кандидата (фракции «Честь имею» и «Айастан» бойкотировали обсуждение кандидатуры) в итоге проголосовал 71 депутат (все представители правящей фракции). Инаугурация прошла 13 марта.
Согласно оценкам ряда СМИ и экспертов, Хачатурян является ставленником премьер-министра Никола Пашиняна и «членом его команды».

## Политические взгляды
В 2011 году по приглашению Турции побывал в Адане на мероприятии «Обсуждение отношений между Арменией и Турцией в Адане», посвящённом резне армян в 1909 году. И там Хачатурян заявил следующее: «Мы готовы просить у Турции прощения за кровавые столкновения, особенно — за „АСАЛА“. От имени Армении мы принесём свои извинения Турции».
2 февраля 2022 года Хачатурян выступил за налаживание дипломатических отношений Армении с Турцией.

## Научная деятельность
Автор научных, профессиональных статей, переводов либеральных, экономических, политических книг и публикаций.

## Личная жизнь
Женат, имеет двух детей.

## Награды
- Медаль Туркменистана «Magtymguly Pyragynyň 300 ýyllygyna» (11 октября 2024 года, Туркменистан) — учитывая заслуги в расширении дружеских отношений между Туркменистаном и Республикой Армения, в изучении, бережном сохранении, популяризации и донесении грядущим поколениям творческого наследия поэта-классика туркменской литературы Махтумкули Фраги, большой личный вклад в сближение и обогащение культур, укрепление дружбы, братства и взаимовыгодного сотрудничества между туркменским и армянским народами, а также по случаю 300-летия туркменского поэта и мыслителя Махтумкули Фраги[19].